# デサリーヌ郡

デサリーヌ郡
Desalin

サン・マーク郡（デサリーヌぐん）はハイチ中部アルティボニット県南部アルティボニット川北岸の郡。北西にゴナイーヴ郡、北東にマムラード郡、中央県アンシュ郡、南東にミバレ郡、南にサン・マーク郡と接し、西はラゴナーヴ湾に臨む。
北西にデディーヌ、その南にグランヌ・サリーヌ、中部にデサリーヌ、南部にチ・リヴィエ・ラチボニートの4つのコミーンが置かれている。郵便番号は44から始まる。

## 脚註
1. 1 2  “Haiti: administrative units, extended”.   GeoHive.com. 2016年10月5日時点のオリジナルよりアーカイブ。2021年8月9日閲覧。
2. ↑  “POPULATION TOTALE, POPULATION DE 18 ANS ET PLUS MÉNAGES ET DENSITÉS ESTIMÉS EN 2015” (pdf).   l’Institut Haïtien de Statistique et d’Informatique (IHSI). pp. 16 - 17 (2015年3月). 2021年8月9日閲覧。